# Jean-Claude Bagot
Jean-Claude Bagot (Saint-Hilaire-lleva-Harcouët, Manche, 9 de marzo de 1958) fue un ciclista francés, que fue profesional entre 1983 y 1996. En su palmarés destaca la victoria en una etapa del Giro de Italia de 1987, una etapa de la Volta a Cataluña y el Tour del Mediterráneo de 1984.
Su hijo Yoann Bagot también es ciclista.

## Palmarés
1981
- 1 etapa de la Ruta de Francia

1982
- 1 etapa de la Ruta de Francia

1984
- Tour del Mediterráneo, más 1 etapa
- 1 etapa de la Etoile des Espoirs

1987
- 1 etapa del Giro de Italia
- 1 etapa de la París-Niza
- 1 etapa de la Volta a Cataluña[1]

## Resultados en Grandes Vueltas y Campeonato del Mundo
Durante su carrera deportiva ha conseguido los siguientes puestos en las Grandes Vueltas:
| Carrera         | 1984 | 1985 | 1986 | 1987 | 1988 | 1989 | 1990 | 1991 | 1992 | 1993 | 1994 |
| --------------- | ---- | ---- | ---- | ---- | ---- | ---- | ---- | ---- | ---- | ---- | ---- |
| Giro de Italia  | -    | -    | -    | 25.º | -    | -    | 18.º | 28.º | -    | -    | -    |
| Tour de Francia | Ab.  | 65.º | 19.º | 33.º | 39.º | -    | 52.º | 36.º | Ab.  | -    | 47.º |
| Vuelta a España | 14.º | 28.º | -    | -    | 29.º | 9.º  | -    | -    | -    | -    | -    |

-: No participa

Ab.: Abandono